# Зигиншор
Зигиншор (на френски: Ziguinchor) е речен пристанищен град в югозападен Сенегал, разположен по протежение на река Казаманс.
Той е главен град на едноименната област и на района Казаманс. През 2013 г. населението му е 205 000 души. Това е седмият по големина град в Сенегал, но до голяма степен отделен от северната част на страната от Гамбия. Има площ от 9 km². В града има болница, пристанище и други.

## Градска среда
Градът носи ярък отпечатък от колониалното минало – улиците в центъра са широки и сенчести, а сградите напомнят за френската колонизация на Сенегал. Разполага с впечатляващ брой заведения за обществено хранене с разнообразна кухня – френска, африканска, средиземноморска и оригинална сенегалска. Градът е дом на един от най-добрите пазари в страната – Saint-Maur-de-Fosses, предлагащ разнообразен асортимент, включително мед, оцет от манго, масло от ший и много други.

## Климат
Климатът в града е тропически саванен с гореща зима, почти без валежи и топло, много влажно лято. Дъждовният сезон трае 5 месеца, а средногодишните валежи са 1547 мм. Не по-малко от 99% от тях (1527 мм) падат между юни и октомври, като най-голямото количество е през август (532 мм). Месеците от декември до март са практически без валежи. Общо за четирите средните валежи са по-малко от 2 мм. Всяка година в Зигиншор има близо 90 дъждовни дни.

## История
Зигиншор отдавна е познат и посещаван от европейските моряци. През 1457 г. венецианският мореплавател Алвизе Кадамосто, пратеник на португалския принц Енрике Мореплавателя, проучва пристанището. През 1886 г. португалците отстъпват Зигиншор на французите.

## Промишленост и икономика
Индустриалната дейност в града включва завод за преработка на фъстъци. В него се намира Centre Artisanal – пазар за занаятите. Градът се намира близо до естуара на река Казаманс и риболовът е добре развит. Мангровата дървесина се използва на местно ниво за гориво и в строителството. Зигиншор има собствено малко летище, обслужващо само вътрешни полети.

## Забележителности
Зигиншор е удобна отправна точка за екскурзии до южните райони на страната. Източно от града се намира националният парк Бас-Казаманс, който включва част от влажните зони на няколко километра от морето.

## Родени в Загиншор
- Семебен Усман – режисиор и писател
- Робърт Самга – политик
- Жул Боканде – футболист
- Алиу Сисе – треньор и бивш футболист